# 嘎丹丰吉灵庙
嘎丹丰吉灵庙，汉名“禧盛寺”，前身之一为“玛拉日图庙”，位于内蒙古自治区锡林郭勒盟正蓝旗，是一座藏传佛教格鲁派寺院。

## 简介
玛拉日图庙建于1765年。正蓝旗上都镇便是由玛拉日图庙发展演变而来。
嘎丹丰吉灵庙建于1741年，1941年迁至上都河旁，1966年文化大革命时被全部损毁，仅留下嘎丹丰吉灵庙小部分建筑。
正蓝旗原来曾有大小寺庙二十余座，但因战争及文化大革命等原因而全部遭到毁灭。
2008年，针对当时正蓝旗没有藏传佛教宗教活动场所的状况，正蓝旗上报了修复玛拉日图庙的申请报告，经上级审批，进入筹备。
2008年9月3日，嘎丹丰吉灵庙修复奠基仪式举行，嘎丹丰吉灵庙成为代表全正蓝旗过去二十多座寺庙的综合性庙宇。2010年7月19日，正蓝旗嘎丹丰吉灵庙（禧盛寺）举办开光庆典。贾拉森活佛（全国政协委员、中国佛教协会副会长、中国佛教协会内蒙古分会会长、内蒙古大学博士），查干活佛（中国佛教协会理事、中国佛教协会内蒙古分会副会长），各旗县政协领导，中国盘古集团等各个大中型企业负责人，正蓝旗四大班子领导人，各盟市旗县宗教人士，各界民众参加了此次开光仪式。
新建的嘎丹丰吉灵庙总投资1300万元，占地面积1.2万平方米，建筑面积3000余平方米。